# Liancourt-Fosse

Liancourt-Fosse este o comună în departamentul Somme, Franța. În 1 ianuarie 2022 avea o populație de 292 de locuitori.